# 卡姆 (瑞士)
卡姆（德語：Cham）是瑞士联邦楚格州的市镇。该市镇位于楚格湖北岸，距离首府楚格5.5千米，面积为19.82平方千米，海拔高度420米，2018年12月31日人口数为16,719。

## 外部連結
- 卡姆官方网站（页面存档备份，存于） （德文）
- 卡姆旅游官方网站 （页面存档备份，存于） （德文）